# Kabafita Forest Park
Der Kabafita Forest Park ist ein Waldgebiet im westafrikanischen Staat Gambia.

## Topographie
Das ungefähr 2,8 mal 0,8 Kilometer oder 243 Hektar große Gebiet der Baumsavanne liegt in der West Coast Region, Distrikt Kombo Central. Es liegt unmittelbar nördlich vor der Stadt Brikama und liegt östlich der South Bank Road, Gambias wichtigster Fernstraße, die von Serekunda bis Brikama geht. Auf der anderen Straßenseite schließt sich der Nymbai Forest Park an.
Das Forstgebiet dient unter anderem der Gewinnung von Feuerholz durch Aufforstung mit schnell wachsenden Weichhölzern. Finanziell wurde die Aufforstung durch das Gambian-German Forestry Project unterstützt.
Auch sind hier einige Mangoplantagen zu angelegt. Zu beobachten sind folgende Vögel: Silberadler (Hieraaetus wahlbergi), Afrikanischer Baumfalke (oder Afrika-Baumfalke) (Falco cuvierii), Goldkuckuck (Chrysococcyx caprius), Baumhopf (Phoeniculus purpureus), Großer Honiganzeiger (Indicator indicator), Graubrustspecht (Dendropicos goertae), Pfeif-Cistensänger (Cisticola lateralis) und Afrikanischer Schwarzohr-Pirol (Oriolus auratus).